# Grossenbacher Nunatak
Grossenbacher Nunatak är en nunatak i Antarktis. Den ligger i Västantarktis. Chile och Storbritannien gör anspråk på området. Toppen på Grossenbacher Nunatak är 1 120 meter över havet.
Terrängen runt Grossenbacher Nunatak är lite kuperad. Trakten är obefolkad. Det finns inga samhällen i närheten.